# Демина Поляна
Де́мина Поля́на (рос. Демина Поляна, ерз. Демина Поляна) — село у складі Краснослободського району Мордовії, Росія. Входить до складу Старосіндровського сільського поселення.
Населення — 76 осіб (2010; 108 у 2002).
Національний склад (станом на 2002 рік):
- росіяни — 99 %